# Cotis d'Armènia
Cotis (en grec antic Κότυς) va ser rei de part de Tràcia, a l'antiga Grècia.
Era probablement fill de Cotis III de Tràcia (mort l'any 18 o 19). L'any 38 Calígula va donar tot el regne de Tràcia a Remetalces III, possiblement fill de Rascuporis III, i en compensació va donar a Cotis l'Armènia Menor. L'any 47 l'emperador Claudi va voler donar a Mitridates la corona d'Armènia i Cotis va voler també el tron, i va obtenir el suport de molts nobles armenis, però l'emperador li va imposar la renúncia a les seves aspiracions i Mitridates, que ja regnava des de l'any 42, es va mantenir al poder. Va regnar fins una data incerta, abans del 54 aC. En parlen Tàcit i Cassi Dió.